# Museu de Cobre em Legnica

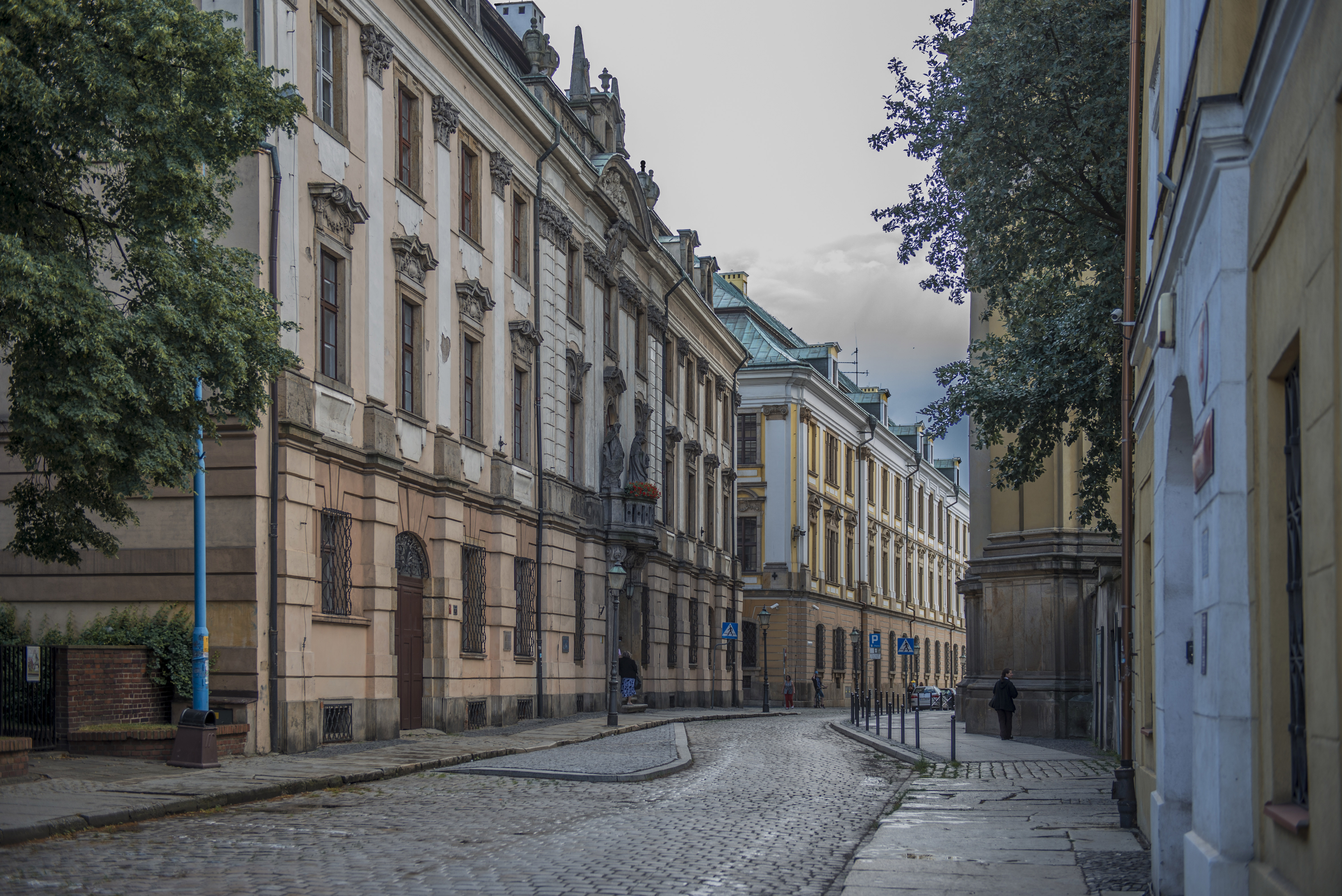
um edifício de velha cúria de abades de Lubiąż

O Museu de Cobre em Legnica  – o museu foi criado em 1962 em Legnica por Tadeusz Gumiński.
O Museu recolhe as coleções ligadas com extração, processamento e utilização de cobre (os minerais de cobre de todo o mundo, velha e contemporânea gravura em cobre, monumentos de técnica de mineração e metalurgia de cobre, velhas e contemporâneas monumentos câmeras de bronze, produtos artísticos e práticos de cobre e sua liga, coleção da arte art deco), ourivesaria polaca contemporânea (obras de artistos de Entre Guerra e anos seguintes com também feitas para o concurso de plata em Legnica) e a história de Legnica e dessa região. Em total, por mais do que 40 anos do funcionamento do museu, foram recolhidos cerca de 30 000 elementos da coleção, na biblioteca do museu ficam 8200 de volumes e 1700 de periódicos. O número deles está a crescer.  
A sede principal do museu, desde o início do funcionamento, é o edifício barroco de velha cúria dos abades de Lubiąż localizado em Legnica na rua São João e Guerrilheiros, emergido em 1728 (um dos mais preciosos monumentos da arquitectura barroca na voivodia de Dolny Śląsk).
O que mais, o Museu tem 4 filiais:
● o filial a Academia Cavalheiresco em Legnica ( o lugar das numerosas mostras temporais, não necessariamente ligadas com o perfil da atividade),
● o Mausoléu dos Piastas Silesianos na igreja do São João Batista em Legnica,
● o filial a Capela de castelo do São Benedito e Lourenço em Legnica (o pavilhão no pátio do Castelo dos Piastas com relíquias duma capela de 1220),
● o Museu da Batalha de Legnica em Legnickie Pole.   
Ao Museu pertence também, o maior em Baixa Silésia, lapidário e o elétrico-monumento dos anos 1950 do século XX, posto em 1998 em frente do depósito de elétrico, sendo nos primeiros anos o lugar da exposição de eléctricos de Legnica.   
Desde de 2018, o diretor do Museu é Marcin Makuch.